# Copelatus rocchii
Copelatus rocchii är en skalbaggsart som beskrevs av Bilardo 1982. Copelatus rocchii ingår i släktet Copelatus och familjen dykare. Inga underarter finns listade i Catalogue of Life.